# کرال سینه

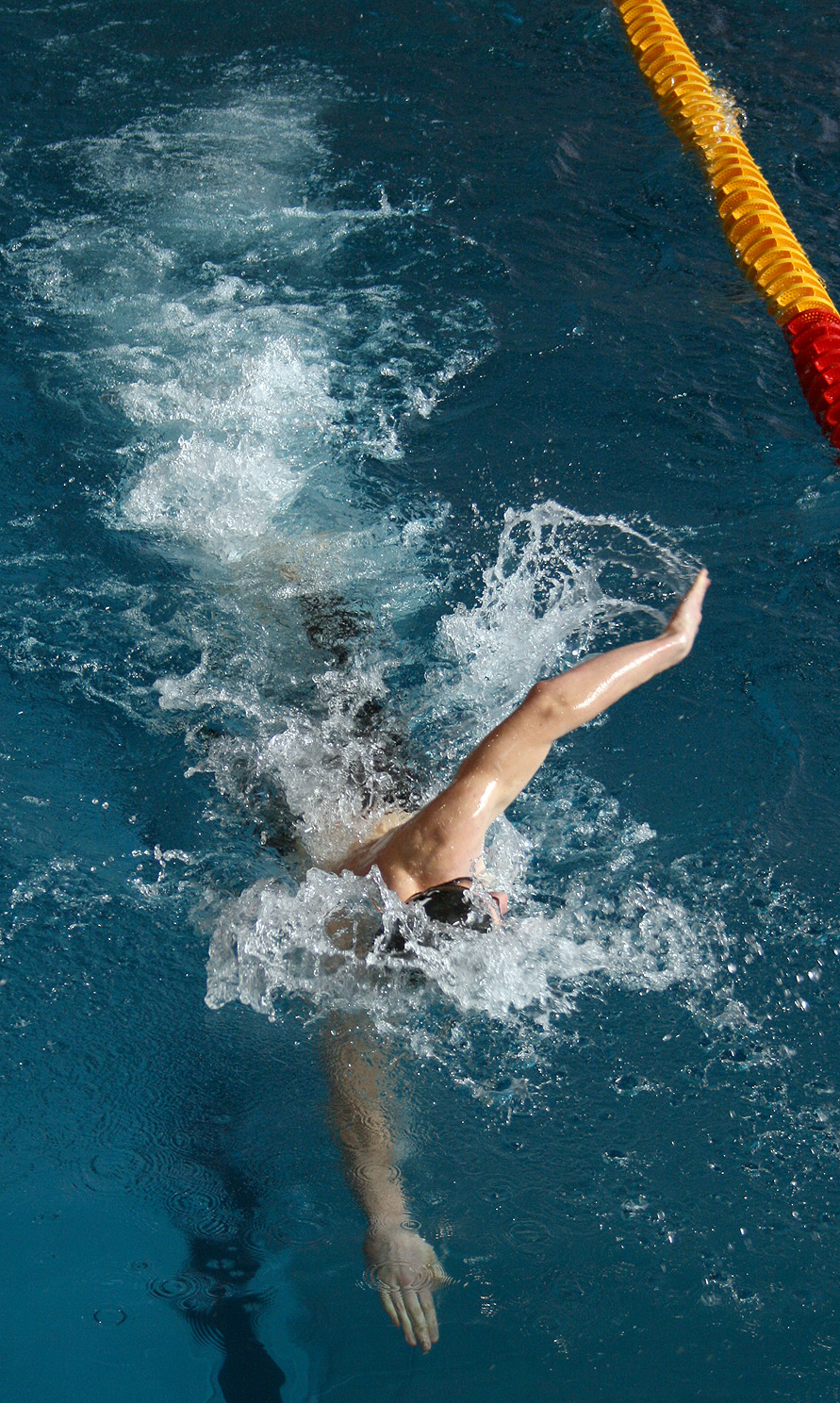
نمای کرال سینه از بالا

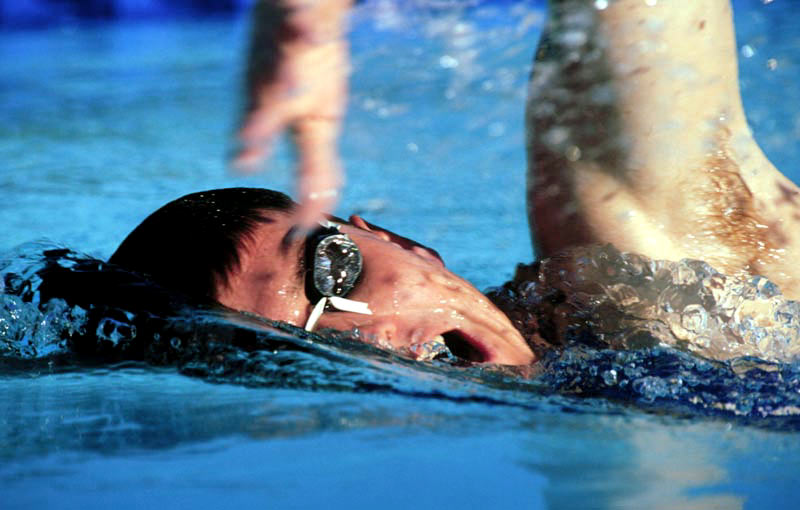
نفس‌گیری

کرال سینه، یکی از انواع شنا است که حرکاتی کاملاً تعریف‌شده و مشخص دارد. شانه‌ها باید با آب در یک خط قرار بگیرند، و حرکت‌های دست‌ها و پاها باید با هم انجام شود. دست‌ها از سینه دور می‌شوند و به دور بدن می‌گردند و بعد دوباره به جای اولیه بازمی‌گردند (پاها مستقیم‌اند و بالا و پایین می‌روند). اگر فرد با این حرکت یک ساعت شنا کند، حدود ۷۵۰ کالری خواهد سوزاند.
واژهٔ کرال از فعل انگلیسیِ "crawl" گرفته شده که به‌معنی «خزیدن» است؛ زیرا انسان به وسیلهٔ این نوع شنا در آب می‌خزد و پیش می‌رود.
کرال سینه سریع‌ترین روش شنا است و تقریباً همهٔ شناگران در مسابقات شنای آزاد از آن استفاده می‌کنند.

## تاریخچه
کسی به‌درستی نمی‌داند که اولین بار این شنا در کدام کشور معمول شده‌است، ولی شواهد و قوانین نشان می‌دهد که به احتمال زیاد، این شنا در مصر ابداع شده‌ است؛ اما مسلّم این است که در سال ۱۷۰۰ میلادی در استرالیا این شنا به وسیلهٔ الک ویکمن معمول شد، و سپس به ایالات متحدهٔ آمریکا و اروپا راه یافت، و بالاخره یکی از مهم‌ترین بازی‌ها در بازی‌های المپیک را تشکیل داد، و برای اولین بار یک آمریکایی به نام چارلز دانیلز به سال ۱۹۰۸ در رشتهٔ شنای بازی‌های المپیک شرکت کرد و با شنای کرال مسافت ۱۰۰ متر را در ۶۰ ثانیه و سه‌پنجم طی کرد و اول شد. شنای کرال امروزه بیش از هر شنای دیگر طرفدار دارد و بیشتر شناگرها با آن آشنا هستند.

## فنون و مهارت‌ها

### وضعیت سر
چشم‌ها یک متر یا دو متر جلوتر و به نقطه‌ای در کف استخر نگاه می‌کنند. خط برخورد آب با سر، نزدیک به خط رویش موی سر در بالای پیشانی است. سر تا حدی ثابت و در یک وضعیت مرکزی قرار می‌گیرد، به جز زمانی که برای نفس‌گیری می‌چرخد.

### عملکرد پا
در شنای کرال سینه عمدتاً این عمل شلاقی و پی‌درپی پاهاست که منجر به تثبیت وضعیت خطی بدن شده و تعادل لازم را برای شنا فراهم می‌آورد؛ و شنای کرال را موزون می‌کند. در شنای کرال، حرکت پا بسیار حایز اهمیت است. مطلب مهم این که بر خلاف تصور ما حرکات شدید و کند پاها توأم با سرو صدای زیاد که غالباً در مبتدیان دیده می‌شود کوچکترین ارزشی ندارد، بلکه حرکات کوتاه و سریع پاها لازمه این کار است. حرکات پاها از مفصل شروع می‌شود که ران را به لگن خاصره مربوط می‌سازد. زانو هم حرکت می‌کند، اما حرکت آن کمتر از مفصل قبلی است و فقط تا آن حد صورت می‌گیرد که پاهای شناگر از آب خارج شده و بلافاصله به آب ضربه بزند و روی این اصل زاویه بین ساقها هیچ وقت از ۳۰ درجه تجاوز نمی‌کند.
همچنین ساقها، ران‌ها و پاها هرگز ار هم فاصله نمی‌گیرند، بلکه همیشه به هم مالیده می‌شوند هنگام زدن پاها باید توجه کنید که پاشنه پاها از هم فاصله نگیرند، که معمولاً کارآموز شناگر پاشنه پاها را از هم فاصله می‌دهد. زانوها نباید زیاد بشکند، این عمل باعث می‌شود که پیشرفت خوبی نداشته باشید انگشتان پاها باید کشیده شوند. یکی از مهم‌ترین مواردی که باید در پای کرال سینه در نظر گرفت، این است که در موقع زدن پای کرال انگشتان پا نباید عمود بر کف استخر باشند و شکستگی نیز نباید بیش از حد شود.
مثلی است معروف که شنا را در آب یادمی‌گیرند، ولی به راستی برای صرفه جویی در وقت، می‌توان در خانه نیز مقدمات آن را فرا گرفت.
روی این اصل توصیه می‌شود در خانه یا کنار استخر، بی‌آنکه بدن خود را خیس کنید روی کاناپه یا میز دراز بکشید و روی سینه قرار بگیرید و سر را بین بازوها گرفته و پاهایتان را قریب در خارج نگه دارید، بسیار سریع و همان‌طور که قبلاً گفته شد به حرکت پاها بپردازید. پس از چند جلسه تمرین، این بار کناره استخر را بگیرید و در آب بی آن که به حرکت بازوها فکر کنید سرتان را بین بازوها قرار داده و تقریباً سرتان را در آب فرو ببرید و حرکت پاها را تمرین کنید و بعدها به فکر پیشروی در آب باشید حتی می‌توانید حرکت پاها را با کمک دوستانتان تمرین کنید. باید توجه داشته باشید که در موقع تمرین پا سرتان نباید بالا باشد. چون این عمل باعث می‌شود که پاها به پایین بروند.

#### آهنگ ضربه شلاقی پا
عمل پا در شنای کرال سینه به چندین آهنگ (ضرب) می‌تواند استفاده شود.

##### آهنگ شش ضربه‌ای
عمل پای استاندارد در شنای کرال سینه، آهنگ شش‌ضربه‌ای است. شناگران معمولاً این آهنگ را در شناهای سرعتی استفاده می‌کنند، زیرا به حفظ سرعت استارت‌ها و برگشتها و نیز حفظ سرعت نزدیک شدن به خط پایان کمک می‌کند.
تکنیک آهنگ شش ضربه‌ای بشرح زیر است:
- عمل پا از ناحیه باسن شروع می‌شود.
- عضلات پای شناگر در سرتاسر شنا شل و آزاد است و زانو نیز خیلی کم تا می‌شود.
- آهنگ شش ضربه‌ای یک عمل پیوسته و مداوم است و پاشنه پا در کل شنا در زیرسطح آب یا در سطح آب باقی می‌ماند.
- برای اینکه حالت آزاد و شل مچ پا محفوظ بماند، حرکت تا شدن طبیعی پا (مچ به پایین) ضروری است.

##### آهنگ دو ضربه‌ای
شناگران اغلب این آهنگ را برای حفظ تعادل بدن در شناهای نیمه استقامتی و استقامتی استفاده می‌کنند.
تکنیک این آهنگ به قرار زیر است:
- پاها به جز برای ضربات نیرومند به پایین موقعی که دست مخالف وارد آب می‌شود، در سطح آب حرکت می‌کنند.
- هر ضربه پا به پایین برای تسهیل چرخش بدن تنظیم می‌شود.

##### آهنگ چهار ضربه‌ای متقاطع
تکنیک این آهنگ مشابه آهنگ شش ضربه‌ای است با این تفاوت که در این آهنگ، ضربه سوم پا همچنان که قوزک‌ها (مچ پاها) از کنار یکدیگر می‌گذرند، همدیگر را قطع می‌کنند.

#### اشتباهات معمول در پای کرال سینه
- زانو بیش از اندازه خم باشد و حرکت از ساق پا صورت گیرد.
- درهنگام زدن پای کرال پاشنه‌ها را دور از یکدیگر نگه دارند
- بالا نگاه‌داشتن سر و صورت از سطح آب

### عملکرد دست
تعویض منظّم حرکت دست‌ها در شنای کرال سینه موجب پیشروی در آب می‌شود. هنگامی که یک دست حرکت کشش را در داخل آب انجام می‌دهد، در همان زمان دست دیگر در خارج از آب آمادهٔ ورود در آب می‌شود. تا یک دست، دست دیگر را لمس نکرد نباید، از آب خارج شود. چه در داخل و چه در خارج از آب همیشه آرنج بالاتر از مچ دست قرار دارد، ولی این تکنیک جای خود را با روش کنونی که مکثی در کشش دست وجود ندارد، داد. به‌طوری‌که دست‌ها پشت سر هم عمل کشش زیر آب را انجام می‌دهند. کشش، منتظر ورود دست دیگر به آب نمی‌شود و نتیجهٔ بهتری را در پیشروی حاصل می‌نماید. بهترین زمان ورود دست به آب موقعی است که دست زیر آب نیمی از کشش زیر آب را انجام داده‌است، زیرا در این حالت در هیچ لحظه دست توقّف نداشته و حرکتی دائمی در حال کشش خواهد داشت. مناسب‌ترین میزان زاویه آرنج در موقع کشش زیر آب بین ۹۰ تا ۱۰۰ درجه است. مربی باید کنترل نماید که شاگرد شکستگی دست در داخل آب را انجام دهد، بدین ترتیب که دست در آب وارد شده، تقریباً کشیده می‌شود.
کشش شروع شده و در همین حال خمیده می‌گردد (حداکثر ۱۰۰ درجه در خمیده‌ترین محل) و شروع به باز شدن نموده تا موقعی که دوباره تقریباً صاف گردیده و قصد خروج از آب را می‌نماید. باید دقت شود در موقع ورود دست در آب نباید جلوی صورت وارد آب شود، چون کشش کمتری در پیشروی آب دارد و همچنین در موقع ورود دست در آب آرنج و بازوی دست باید به گوش‌ها نزدیک باشد. ابتدا شست وارد آب می‌شود، این عمل باعث می‌گردد که آرنج در بالا قرار گیرد؛ و این کار لازمهٔ کرال صحیح است. بالا آمدن آرنج ادامه می‌یابد تا موقعی که انگشتان دست نیز از آب خارج گردد. نکته‌ای که هنگام حرکت دست باید به آن توجه داشت این است که کف دست هنگام خارج شدن از آب باید به خارج چرخانیده شود. این عمل باعث تسهیل در بالا نگاه‌داشتن آرنج می‌شود. در این‌جا نیز می‌توان در خشکی به تمرین حرکت دست‌ها پرداخت و سپس در آب آن را کامل کرد. علت بالا نیامدن آرنج‌ها در بیشتر شاگردان (به خصوص بزرگسالان) اینست که مفصل شانه آن‌ها دارای انعطاف‌پذیری کافی نیست. بعضی دیگر از کارآموزان برای بالا آوردن و نگه داشتن آرنج‌ها قسمتی از شانه را هم از آب خارج می‌سازند که روش درستی نیست. در این‌جا نیز می‌توان در خشکی به تمرین حرکت دست‌ها پرداخت و سپس در آب آن را کامل کرد.
برای تمرین حرکت دست پیشنهاد می‌شود در حالی که کارآموز شناگر به روی سینه در سطح آب قرار گرفته، کمک‌کننده مچ پای او را با دو دست می‌گیرد. در این حالت کارآموز شناگر هم‌زمان حرکت دست کرال را به‌طور متناوب انجام می‌دهد. کارآموز شناگر در تمام مدت تمرین با گرفتن نفس عمیق و در حالی که صورت داخل آب است، این عمل را انجام می‌دهد. با تمرین مداوم حرکت و هماهنگی دو دست به صورت خودکار در می‌آید.

### نفس‌گیری
یکی از قسمت‌های مهم شنای کرال سینه، نفس‌گیری است و این مرحله همان تخلیهٔ هوای ذخیره شدهٔ شش‌ها در آب است. خالی کردن هوا در آب می‌تواند هم از طریق بینی و هم از راه دهان باشد. مهم نیست که کارآموز از کدام سمت یا جهت (راست یا چپ) نفس‌گیری کند، بلکه مهم این است که عمل هواگیری یک طرفه صورت گیرد عمل دم خیلی سریع انجام می‌شود و اگر عمل بازدم کمی طولانی‌تر باشد اشکالی نخواهد داشت.
سر به اندازه‌ای می‌چرخد تا دیگر آبی پیرامون دهان نباشد و شناگر از خلأ طبیعی ایجاد شده توسط موج کمانی شکل سود جسته و پایینتر از سطح معمولی‌آب نفس‌گیری می‌کند.
تمریناتی که برای هواگیری در کرال سینه پیشنهاد می‌شود:
- در مراحل اولین تمرین کافیست کارآموز شناگر در قسمت کم عمق استخر در حالی که از ناحیه کمر خم شده‌است، سر را داخل آب قرار داده و هوای داخل ریه‌ها را خالی کند. نکته مهم این تمرین در این ست که زمانی که می‌خواهد سر را برای گرفتن هوا از آب خارج کند باید این کار را توسط گردن انجام دهد و موقع هواگیری نصف صورت داخل آب و نصف دیگر در بیرون آب باشد سعی کنید شانه را بالا نیاورید و از آب خارج نسازید. این عمل در ابتدا مشکل است، ولی به مرور زمان به‌طور خودکار با موفقیت انجام می‌شود.
- روش دیگر تمرین بدین شکل است که کارآموز شناگر در قسمت کم عمق استخر با دست‌هایش که به اندازهٔ عرض شانه باز است، لبهٔ استخر را می‌گیرد و بدن را در موقعیت شناور رو به کف استخر قرار می‌دهد. برای شناور شدن بهتر بدن، تخته شنا یا چوب پنبه‌ای را در میان دو ران قرارمی‌دهد و کاملاً شناور می‌شود. در این لحظه سر را به یک سمت می‌چرخاند و عمل دم را انجام می‌دهد این عمل خیلی سریع انجام می‌گیرد. شناگر در آخرین لحظهٔ تمام شدن هوای داخل ششهایش سر را از آب خارج می‌سازد (در حالی که هنوز در حال دمیدن هوا است) و یکباره هوا را می‌بلعد. این عمل را چندین بار تکرار کنید.

## شناگران مشهور
- مایکل فلپس

- نیتن آدریان

- کائلب درسل

- کیتی لدکی